# 保羅·施勒伯

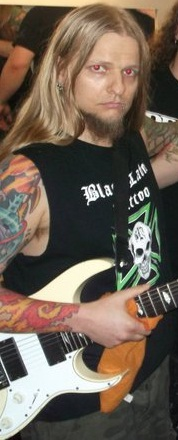
2011年的保羅·施勒伯

保羅·施勒伯（Paulo Schroeber，1973年8月18日—2014年3月24日），是一名巴西聖潔神靈樂團前吉他手。他还参与过燃烧地狱乐队等金属乐队。
2014年3月24日，他因心脏病去世于家乡，享年40岁。